# John Houseman (honkballer)
John Franklin Houseman (Nederland, 10 januari 1870 - Chicago, 4 november 1922) was een Nederlandse honkballer.
Houseman kwam als immigrant naar de Verenigde Staten waar hij zijn naam van Huisman naar Houseman liet veranderen. Hij was de tweede Nederlander die uitkwam in de Amerikaanse Major League. Hij maakte zijn debuut als korte stop voor de Chicago Colts op 11 september 1894 en speelde het jaar erna voor de St. Louis Cardinals waar hij tweede honkman en buitenvelder was. Zijn laatste wedstrijd in de Major League was op 3 oktober 1897. In totaal speelde hij 84 wedstrijden op het hoogste niveau, had een slaggemiddelde van .253, sloeg 74 honkslagen en 25 RBI's. Houseman overleed in Chicago en werd begraven op de Mount Washington Cemetery in Independence, Missouri.